# クーデンホーフ光子
クーデンホーフ＝カレルギー光子（クーデンホーフ＝カレルギーみつこ、Mitsuko Coudenhove-Kalergi, 1874年7月24日 - 1941年8月27日）、旧名：青山 みつ（あおやま みつ）は、オーストリア＝ハンガリー帝国の貴族ハインリヒ・クーデンホーフ＝カレルギー伯爵の妻で、パン・ヨーロッパ運動によりEUの礎を築いたリヒャルト・クーデンホーフ＝カレルギー伯爵の母。美術評論家で戦後の日本の文壇のパトロンであった青山二郎の母親と光子は従姉妹でもあった。
日本人でただ1人、オーストリア皇帝フランツ・ヨーゼフ1世と会話した人物である。

## 生涯

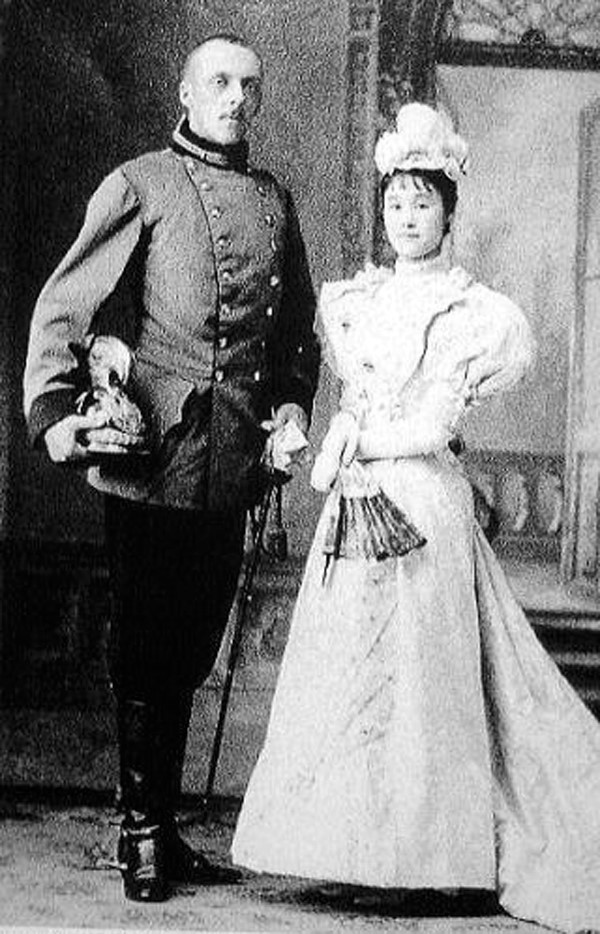
夫のハインリヒ・クーデンホーフ＝カレルギーと青山光子

### 生い立ち
クーデンホーフ光子こと青山みつは、東京府東京市牛込区牛込納戸町で油屋と骨董品店を営む肥前国佐賀藩出身の青山喜八と妻・津禰（つね）の三女として生まれた。小学校を卒業後に上流階級の社交の場であった会員制高級料亭の紅葉館で女中として奉公をしていた。大日本帝国憲法施行後の1892年（明治25年）、当時のオーストリア＝ハンガリー帝国の駐日代理大使として東京に赴任してきたハインリヒ・クーデンホーフ伯爵に見初められ、大使公邸に小間使いとして奉公する。クーデンホーフ伯爵が騎馬で移動中に落馬したのを、みつが手当てしたのがなれ初めだといわれるが定かではない。

### 結婚
1893年、周囲が反対する中、みつはハインリヒと結婚する。みつ（光子）は日本在住のフランス人カトリック神父リギョールのもとで洗礼、告解、堅信式を行った。
夫のハインリヒはリギョールを崇拝していた。長男・ハンス光太郎、次男・リヒャルト栄次郎の2人の子を東京でもうけた。書類が残されており、東京府（当時）に届出された初の正式な国際結婚と言われている。ただ、この頃の国際結婚は外国人にあてがわれた現地妻という認識が強かったため、光子は実家から表向き勘当されている。また、ハインリヒはこの結婚に際し、青山家に対してかなりの金銭を払ったらしく、後年光子が帰国しなかった理由のひとつがこのあたりにあったようである。

### オーストリアへ
1896年に光子は、夫の祖国であるオーストリア＝ハンガリー帝国へとわたる。その際には、昭憲皇太后から「異国にいても日本人の誇りを忘れないでください」と激励された。
クーデンホーフ家はボヘミアとハンガリーに跨る広大な領地をもつ伯爵家であり、クーデンホーフ一族は極東アジアからきた東洋人で仏教徒でもあった光子を奇異の目で見た。ハインリヒは「光子をヨーロッパ人と同等の扱いをしない者とは決闘をする」と言い、光子の庇護に努めた。その後、三男ゲロルフほか4人、合わせて7人の子をもうける。光子は夫を「パパ」と呼んでいた。
ハインリヒは子供たちが完全なヨーロッパ人として成長することを望み、日本人の乳母を帰国させ、光子に日本語を話すことを禁じた。光子は多忙な夫以外に心を打ち明けられる人間がいなくなり、強烈なホームシックにかかってしまう。ハインリヒは日本への里帰りを計画するが、長期間幼い子供たちと離れることは難しかった。夫婦仲は良かったが、18ヶ国語を理解し、特に哲学に関しては学者並みの知識を持つ教養豊かな夫と、尋常小学校を卒業した程度の学力しかない妻とでは教養のレベルの差が大きく、子供たちのこと以外に夫婦でつながりを持てるものは少なかったが、光子も渡欧後に自分の無学を恥じて、歴史・地理・数学・語学（フランス語・ドイツ語）・礼儀作法などを家庭教師を付けて猛勉強した。

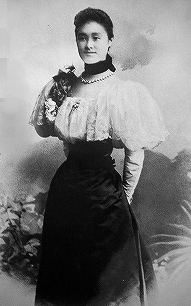

1903年、結婚して10年ほど経つ頃、夫ハインリヒはポーランド貴族出身の実母マリー・クーデンホーフの旧姓カレルギーを含めたクーデンホーフ＝カレルギー姓を名乗り始めた。クーデンホーフ家がクーデンホーフ＝カレルギー姓になったのは、ハインリヒ以降である。妻の光子もクーデンホーフ＝カレルギー姓になった。彼女の墓は「Maria Thekla Mitsu Gräfin Coudenhove geb Aoyama」、このように青山の姓が書かれているが（「カレルギー」は省かれている）、それは旧姓を表示しているだけであり（gebとは旧姓の意）、クーデンホーフ（＝カレルギー）姓に特に含まれているわけではない。

### 夫の急死
1905年の日露戦争の勝利により、日本の国際的地位が高まると、光子への偏見も和らぐが、翌1906年5月14日にはハインリヒが心臓発作を起こし急死した。ハインリヒの遺産は全て光子が相続するように遺言がなされていた。一族は財産を巡り訴訟を起こすが、光子は自ら法律書を読み法律の勉強をしてこれに勝訴する。以後、夫の遺産を相続し、伯爵夫人として簿記などを勉強し、家政を取り仕切った。そして子供たちの教育のため、財産を処分しウィーンへ居を移す。
1914年に始まる第一次世界大戦では、オーストリア＝ハンガリー帝国と日本は敵国同士として戦うことになり、光子への差別は強まった。また、ハンスとゲロルフの2人の息子が兵士として従軍したり（リヒャルトは肺の病気で徴兵を免れた）、光子自身も赤十字社を通しての食糧供出に奔走するなど多難な時期を送る。

### 息子の結婚
1918年に戦争が終わると、次男・リヒャルトが有名舞台女優 イダ・ローランと結婚すると言い出し、光子と対立する。リヒャルトは家を飛び出し駆け落ちをした。光子は女優というものを「河原乞食で魔女」と思っていたので、イダとの結婚に激怒し、リヒャルトを勘当した。リヒャルトが財産分与の話を持ち出した際も、この女優へのプレゼント目当てと分かり、ムキになった。その後、リヒャルトは妻イダの経済的支援で『汎ヨーロッパ主義』を出版し、一躍ヨーロッパ論壇の寵児となる。
なお光子が結婚を反対した理由は、イダがユダヤ人で離婚歴が2度有り、年齢が34歳で、19歳のリヒャルトと大きく年齢が離れており、常識的に考えても結婚を賛成し難い状況であったためである。
長男・ハンスは、裕福なハンガリー系ユダヤ人の一族出身でオーストリア＝ハンガリー帝国最初の女性パイロットリリー・シュタインシュナイダーと最初の結婚をし、のちに女優ウルスラ・グロースと再婚した。三女のイダ・フリーデリケ・ゲレスは、のち作家として成功した。長女のエリザベートはオーストリアの独裁者エンゲルベルト・ドルフース首相の秘書を務めていたが、その後この首相はナチス党が政権を取ったドイツに殺された。

### 没落
第一次世界大戦でオーストリア＝ハンガリー帝国が崩壊したことに伴い、クーデンホーフ＝カレルギー家も過半の財産を失った。光子は1925年に脳溢血により右半身不随となるなど不幸な生活を送った。
その後はウィーン郊外で、唯一の理解者であった次女・オルガの介護により静養の日々をすごすようになる。初代ウィーン総領事・山路章の娘・綾子（重光葵の甥である重光晶の妻）によると質素な暮らしだったという。オルガは母の介護のため婚期を逃し、生涯独身であった。そのころの唯一の楽しみは、ウィーンの日本大使館に出かけて大使館員たちと日本語で世間話をし、日本から送られてくる新聞や本を読むことであった。その後オーストリアはドイツに併合され、次男・リヒャルトが汎ヨーロッパの思想でドイツから犯罪者扱いを受けていたが、光子は日本政府に守られた。

### 死去
1939年9月に始まった第二次世界大戦後はドイツ難民として中央ヨーロッパのあちこちを放浪した。1941年8月27日、光子はオルガに見守られながら息を引き取った。ついに日本に帰ることはなかった。
葬儀の世話は、まだ生存していたオルガの兄弟は何もせず、住んでいたアパートの住人が手分けして行うありさまであったという。このことは1973年にNHKが放送したドキュメンタリー番組『国境のない伝記』、1987年に同じくNHKが放送した『ミツコ、二つの世紀末』でオルガの隣人だった女性が証言している。

## ロブマイヤーのMitsuko
ロブマイヤー社のクリスタル製品は、1835年にハプスブルク家から王室御用達の称号が与えられた。ハプスブルク家はクーデンホーフ家にとっては主君である。
当時の上流階級で愛用されていたロブマイヤーのグラス・セットをクーデンホーフ＝カレルギー光子も愛用した。光子はこのセットを使って自宅に招いた友人をもてなした。そこで、そのグラス・セットを1866年にデザインしたルードヴィッヒ・ロブマイヤー（1829年–1917年）は、このセットを「Mitsuko」と命名した。ロブマイヤー本店のウェブサイトでは、このセットは「Trinkservice No.104」（Drinking set no.104）としか表示されていないが、ロブマイヤー日本総代理店が特に「ミツコ」と表示している。

## ゲランのMitsouko
ゲラン社の香水「Mitsouko」はクーデンホーフ＝カレルギー光子に由来するわけではない。しかしジャック・ゲランが1919年にこの香水を製作した際、クーデンホーフ＝カレルギー光子の名前を知らなかったということはなかろうとフレグランス・エキスパートのゲラン社員が自社のコラムに記述した。ゲランの「Mitsouko」の由来は、1909年に発行されたクロード・ファレールの小説『ラ・バタイユ』に登場するミツコである（このミツコ自体が何に由来するのかは分かっていない）。
ゲラン社は画廊・ギャルリー江夏とともに吉行和子の一人芝居『MITSUKO ミツコ – 世紀末の伯爵夫人』（2004年11月7日）を協賛した（後援: 駐日欧州委員会代表部、オーストリア大使館、チェコ大使館、日墺協会、鹿島平和研究所、日本友愛青年協会）。ギャルリー江夏は光子の三男ゲオルフの子で日本在住の画家ミヒャエル・クーデンホーフ＝カレルギーの絵画を所蔵する。

## 関連書籍
- シュミット村木眞寿美編訳『クーデンホーフ光子の手記』（河出書房新社、1998年／河出文庫、2010年8月）
- シュミット村木眞寿美『ミツコと七人の子供たち』（講談社、2001年／河出文庫、2009年3月）
- 南川三治郎：写真／シュミット村木眞寿美：評伝『クーデンホーフ光子 黒い瞳の伯爵夫人』（河出書房新社、1997年） - 写真解説（87頁）
- 木村毅『クーデンホーフ光子伝』（鹿島出版会、初版1971年、新版1982年）、多数重版、本書はNHK会長前田義徳の推薦があり、次男リヒャルトの信奉者鹿島守之助（鹿島建設会長）からの委嘱を受け、執筆出版に至った。
- 松本清張『暗い血の旋舞』（NHK出版、1987年／文春文庫、1991年） - ドキュメンタリー小説。
- 大和和紀『レディーミツコ』（講談社コミックス、1977年） - ミツコの生涯を漫画で描いた。

## ミュージカル作品
ミツコの生涯を題材としてミュージカル『MITSUKO 〜愛は国境を越えて〜』が制作されている。
まず、日本・EU市民交流年にあたる2005年にウィーンにてコンサート版が上演された。その後、2010年12月に日本でもコンサート版が上演、2011年5-6月に大阪・愛知・東京の劇場で日本初演かつ世界初演のミュージカルとして上演された。
2011年の日本での初演以降、メディア化や再演は行われていない。現在は稀にBSプレミアムで放映されるほか、youtubeにて代表曲「後ろを振り向かずに」のみが公開されている。

### 制作陣
脚本・演出・オリジナル作詞:小池修一郎
作曲:フランク・ワイルドホーン
作詞: Jack Murphy

### キャスト
光子..…安蘭けい
ハインリッヒ…..マテ・カマラス
イダ…..AKANE LIV
成人リヒャルト…..増沢 望
アンサンブル：大木智貴、大谷美智浩、角川裕明、笠嶋俊秀、神敏将、高原紳輔、武内耕、中山昇、山崎義也、池谷京子、河合篤子、木村晶子、首藤萌美、園田弥生、本田育代、未来優希

### あらすじ
1938年。 ナチスの手を逃れて亡命する45歳のリヒャルトが、自らの母について語りはじめる……。1892年、当時17歳の青山光子は、オーストリア・ハンガリー代理公使のハインリッヒ・クーデンホーフ・カレルギー伯爵と出会い、両親の反対を振り切って結婚し、海を渡る。「遠い異国でどんな辛い目に遭おうと日本人としての誇りを忘れないように」――皇后陛下の言葉を胸に努力を重ねた光子は、困難はありつつも幸せな日々を送る。
“人はみな同じ人類”――そう説くハインリッヒは息子らに大きな影響を与えたが、1906年、突如帰らぬ人に。 夫の代わりを務めるため、光子は強くならざるを得なかった。やがて彼女は社交界で“黒い瞳の伯爵夫人”と呼ばれもてはやされるが、次男リヒャルトと年上の女優イダの恋を認めず、ついに息子を勘当してしまう。
時代は第一次世界大戦へと突入。成長した子供たちは光子の元を離れていく。「自分の生き方は間違っていたのか？」――孤独の中、自問自答する光子。一方リヒャルトは、戦争で疲弊したヨーロッパをいかにして救うべきか、思案を続けていた……。